# Slipknot

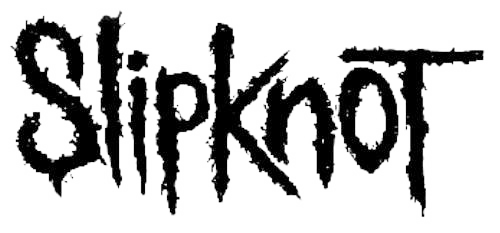
Logotipo de Slipknot.

Slipknot es una banda estadounidense de heavy metal formada en 1995 en Des Moines, Iowa. Sus integrantes en la actualidad son Corey Taylor, Jim Root, Mick Thomson, Shawn Crahan y Sid Wilson. Slipknot es conocida por las máscaras características de cada uno de sus miembros, que cambian conforme han sacado más discografía.
Sus miembros utilizan dos tipos de guitarra (principal y rítmica), un bajo, dos instrumentos de percusión personalizados, una batería e instrumentos electrónicos como sampler o mesas de mezclas. El sonido de la banda ha sido descrito como "una máquina trilladora devorando un grupo de tambores militares". El vocalista Corey Taylor también incorpora diversos estilos vocales, como por ejemplo la voz gutural, el canto melódico y el rapeo, mientras que las letras en general tienen un tono agresivo. Las influencias de la banda incluyen, entre otros géneros, el death metal, el thrash metal y el heavy metal, aunque suelen ser incluidos con asiduidad dentro del metal alternativo y el nu metal. También fueron incluidos en el movimiento conocido como nueva ola de heavy metal americano.
Los inicios de Slipknot se remontan al año 1992. La banda sufrió muchos cambios en su formación antes del lanzamiento de su primera demo Mate.Feed.Kill.Repeat en 1996, en el que el vocalista era Anders Colsefini. En 1999 la banda lanzó su exitoso debut homónimo con Corey Taylor como nuevo vocalista. 
Desde entonces, han publicado 7 álbumes de estudio: Slipknot (1999), Iowa (2001), Vol. 3: The Subliminal Verses (2004), All Hope Is Gone (2008), que debutó en la posición #1 dentro del Billboard 200, .5: The Gray Chapter (2014) siendo este el segundo álbum de la banda en debutar en el número uno de Billboard 200, vendiendo 132 000 copias en su primera semana, We Are Not Your Kind (2019), y The End, So Far (2022), siendo este el último álbum con la discográfica Roadrunner Records. La banda ha lanzado cinco DVD, incluyendo Disasterpieces, del cual se han vendido 3 millones de copias en Estados Unidos. 
Slipknot ha ganado numerosos premios, entre ellos el Premio Grammy a "Mejor Interpretación de Metal" en 2006 por Before I Forget. A fecha de 2019, Slipknot ha vendido más de 30 millones de álbumes en todo el mundo.

## Historia

### Primeros años (1992-1998)
Todo comienza en el año 1992, cuando el percusionista Shawn Crahan, el vocalista Anders Colsefni, el bajista Paul Gray y los guitarristas Donnie Steele y Quan "Meld" Nong —todos ellos habitantes de la ciudad de Des Moines, Iowa— se juntaron para emprender sus primeras aventuras musicales.
En septiembre de 1995 se crea la banda The Pale Ones, con Crahan en la batería, Colsefni como vocalista, Gray como bajista y Steele como guitarrista. Joey Jordison se integró a la banda poco tiempo después, ocupando el puesto de batería. Como consecuencia, Crahan pasó a ocuparse de la percusión. Continuando con el desarrollo de la banda según el concepto original, se contrató al guitarrista Josh "Gnar" Brainard, y Colsefni se convirtió en el segundo percusionista aunque mantenía el puesto de vocalista.
El grupo realizó su primer concierto bajo el nombre de Meld el 4 de diciembre de 1995 en un club llamado Crowbar en Des Moines. Poco después, Jordison propuso sustituir el nombre de la banda por Slipknot, que venía del título de una canción que había compuesto para la futura demo titulada Mate.Feed.Kill.Repeat. Comenzaron a experimentar con su imagen utilizando maquillaje grotesco, y, finalmente, máscaras. Hasta este momento se habían mantenido alejados de los escenarios puesto que querían esperar a que su estilo estuviera completamente desarrollado.
Con una gran cantidad de material listo y su concepto completamente definido, la banda comenzó a grabar en un estudio local llamado SR Audio, con el productor Sean McMahon. En febrero de 1996, Steele abandonó Slipknot debido a sus creencias cristianas, a pesar de que los demás miembros querían que se quedara. Como sustituto llegó Craig Jones, durante la etapa de mezclas de este nuevo proyecto. El 4 de abril Slipknot realizó su primer concierto en directo, que tuvo lugar en un club de Des Moines llamado Safari, en el que interpretaron la mayoría de sus primeras canciones. Su segundo concierto en Safari fue junto a Stone Sour. Los miembros de la banda se dieron cuenta de que les hacía falta un nuevo cambio, y comenzaron a utilizar samplers en sus grabaciones, aunque no podían reproducir esos sonidos en directo. De este modo, Jones se convirtió en el encargado definitivo de los samplers ocupando Mick Thomson el puesto de guitarrista. Una vez solucionado este problema, la banda lanzó su primera demo, titulada Mate.Feed.Kill.Repeat, el 31 de octubre de 1996 (coincidiendo con Halloween).
Además de haber trabajado como productor de esta cinta, McMahon comenzó a distribuirlo entre las compañías discográficas locales, lo que dio como resultado un incremento de popularidad en las estaciones de radio de los alrededores y un lugar en el Dotfest. Slipknot volvió a entrar en el estudio para grabar nuevo material, lo que exigió voces más melódicas. Como resultado se contrató al vocalista Corey Taylor, entonces perteneciente a la banda también de Des Moines Stone Sour, y Colsefini se ocupó de la percusión y del trabajo coral. Mientras experimentaban con su nuevo vocalista, la banda continuó actuando en el club Safari. Durante uno de estos conciertos, Colsefini sorprendió a los fans y a sus compañeros de Slipknot anunciando su abandono. Su lugar fue ocupado por Greg "Cuddles" Welts, que posteriormente sería expulsado por su actitud perezosa. De este modo, Chris Fehn se convirtió en el nuevo percusionista. Hacia finales de 1997, cada uno de los miembros fue identificado con un número y comenzaron a usar disfraces en sus actuaciones.
A comienzos de 1998 publicaron otra demo (que incluía la famosa canción «Spit It Out»), la cual fue enviada a muchos sellos discográficos. Gracias a la creciente popularidad del grupo en Internet y la ayuda de su representante John Sophia, el interés por Slipknot creció entre las discográficas, y finalmente el productor Ross Robinson accedió a grabar con ellos. También se contrató al DJ Sid Wilson, el cual demostró un fuerte interés por la banda. Tras la llegada de Robinson comenzaron a llegar ofertas de varias compañías discográficas. El 8 de julio de 1998, la banda firmó un contrato con Roadrunner Records.

### Slipknoty el salto a la fama (1998-2001)
A finales de 1998, los nueve miembros de Slipknot vuelven a grabar nuevo material en el estudio. Más tarde, a principios de 1999, Brainard decide abandonar la banda por problemas personales. Es reemplazado por James Root, que completó la formación actual. La grabación de su álbum terminó a principios de ese año. El grupo participó en el Ozzfest Festival, que tuvo lugar en marzo, atrayendo a un gran número de nuevos fanes. El 29 de junio de 1999 fue lanzado su álbum homónimo, Slipknot. Sobre dicho lanzamiento, Rick Anderson de Allmusic, dijo:

"¿Crees que Limp Bizkit son duros? Ellos son como The Osmonds. Slipknot es otra cosa".

Slipknot creó nuevas versiones de sus canciones antiguas, como «(sic)» o «Slipknot», aumentando su rapidez y cambiando su intensidad, iniciativa que fue bien más antigua. Ese mismo año, Slipknot graba su primer vídeo casero, titulado Welcome To Our Neighborhood (lanzado en DVD en 2003). A comienzos de 2000, el álbum Slipknot fue certificado como platino, siendo el primer álbum de Roadrunner en obtener dicha distinción. En julio de 2001, la revista "Q" lo nombró como uno de los "50 álbumes más heavies de todos los tiempos".

### Ioway otros proyectos paralelos (2001-2003)
Slipknot tenía una enorme legión de seguidores y las expectativas creadas sobre su siguiente álbum eran grandes. La banda entró de nuevo en los estudios de grabación, en enero de 2001 y la grabación terminó a mediados de abril del mismo año, ya que iba a lanzarse el 19 de junio de 2001, precedido a 5 días de conciertos de precalentamiento, pero la mezcla tardó más de lo anticipado, lo que provocó un retrasó en el lanzamiento del álbum y los conciertos se suspendieron, la mezcla duró de junio hasta finales de julio de 2001. Este álbum se titula Iowa y fue finalmente lanzado el 28 de agosto de 2001.
La mayoría de las críticas fueron favorables. Jason Arnopp de Kerrang! dijo sobre el álbum: "Un maravilloso trabajo hecho a base de odio". David Fricke de Rolling Stone lo denifinió como: "El primer gran álbum de la era nu metal". Jason Birchmeier de Allmusic afirmó: "Es realmente todo lo que podía pedir en un álbum de Slipknot". También fue un éxito comercial, alcanzando el número 3 en el Billboard album charts y el número 1 en el UK álbum charts.
A mediados de 2001, la banda se incluye nuevamente en el Ozzfest. En el mismo año, la banda crea un tour llamado The Pledge Of Allegiance Tour y deciden irse por todo EE. UU por casi mes y medio junto a System Of A Down, Rammstein, Mudvayne, American Head Charge y No One. Ya en 2002, la banda hizo un cameo en la película Rollerball, donde aparecen dando un concierto. En el mismo año, después de haber participado en los Festivales de Reading y Leeds en Inglaterra, la BBC elogió a la banda y al espectáculo que generaban. En este mismo año, la banda lanzó su segundo DVD, titulado Disasterpieces. El tema "My Plague", que fue la canción oficial de la primera película de la saga Resident Evil, hizo que Slipknot fuera conocida por más gente, ya que esta película tuvo un gran éxito y fue vista por millones de personas en el mundo.
Durante 2002, aparecieron proyectos paralelos por parte de la banda, que pusieron en peligro la estabilidad de Slipknot. Corey Taylor y James Root, rescataron a su antigua banda, Stone Sour, con el lanzamiento de su disco homónimo Stone Sour. El baterista Joey Jordison creó el proyecto Murderdolls. Slipknot tenía previsto comenzar a trabajar en su tercer álbum a finales de 2002, pero la banda estaba teniendo problemas. Durante este tiempo surgieron rumores acerca de la separación de la banda y la posibilidad de que grabaran un tercer disco. A mediados de 2003, Shawn Crahan, presentó su proyecto personal, llamado To My Surprise, en el que trabajó junto con el productor Rick Rubin.

### Renacimiento e hiato:Vol. 3: (The Subliminal Verses),9.0 Livey otros proyectos (2003-2007)

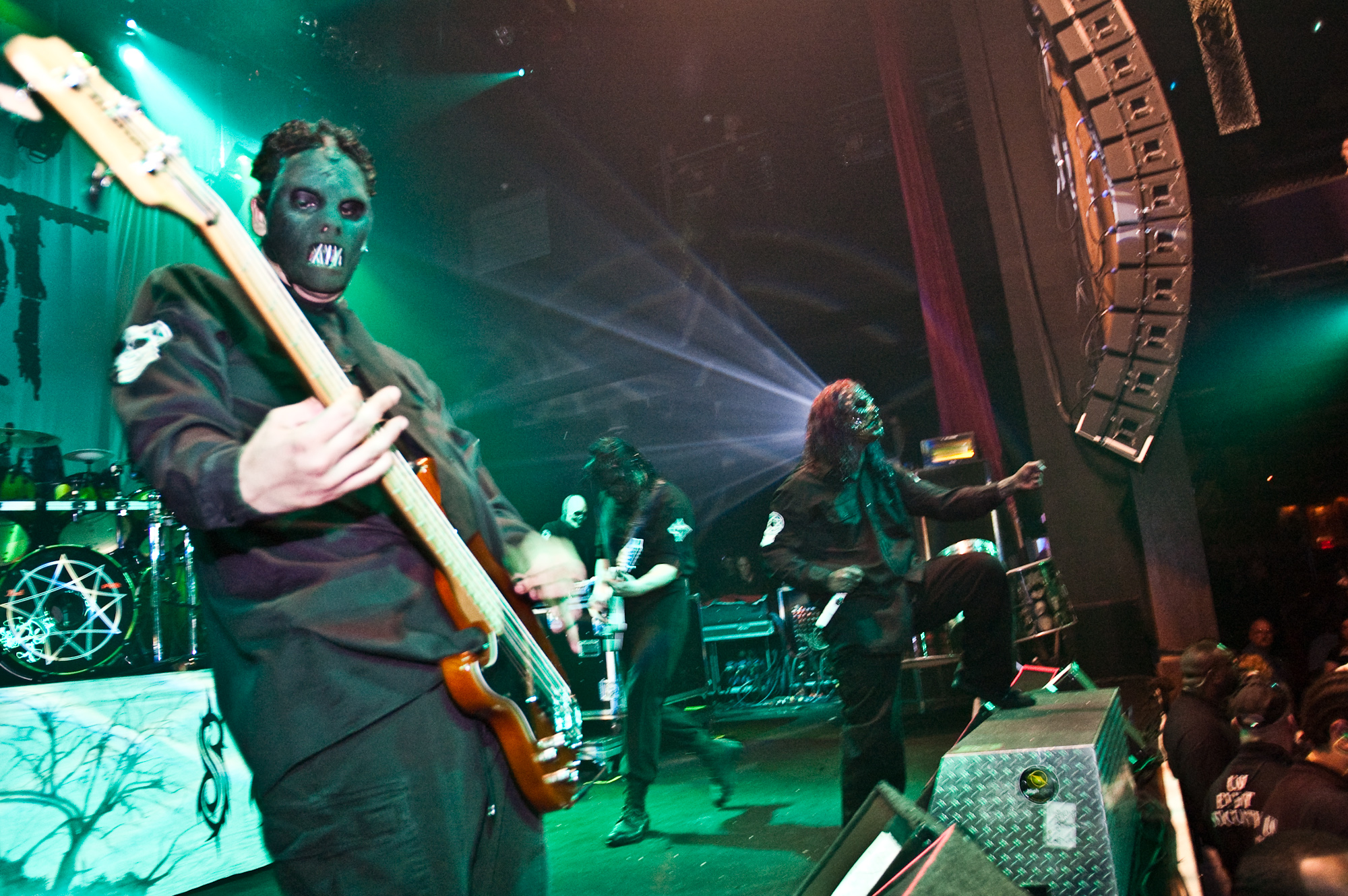
Slipknot en un concierto en vivo en el mes de noviembre del año 2005.

Después de varios retrasos, a finales de 2003, la banda comenzó a escribir y grabar su tercer álbum y la grabación terminó en marzo del 2004, y la banda estaba escribiendo y grabando el álbum con su nuevo productor Rick Rubin, quien antes había trabajado con Johnny Cash, System of a Down, Red Hot Chili Peppers, The Cult y Slayer. La banda lanzó su tercer álbum Vol 3: (The Subliminal Verses) el 25 de mayo de 2004. Alcanzó el número 2 en el Billboard 200 y obtuvo buenas críticas. Johnny Loftus de Allmusic, dijo sobre él: "Una satisfacción, el trabajo más cuidadoso (de la banda) hasta la fecha" y Robert Cherry de Rolling Stone afirmó: "Experimentaron incluso con más nuevos extremos, y en Slipknot, se incorporan como estructuras tradicionales". En el 2004, la banda participa del Ozzfest por tercera vez, y hacen su primera presentación en el Download Festival. En dicho festival, Jordison reemplazó en la batería a Lars Ulrich de Metallica, que fue llevado de urgencia al hospital. Durante 2005 se presentaron sin Crahan, que estaba acompañando a su esposa durante una enfermedad.
El 1 de noviembre de 2005, lanzaron su primer álbum en vivo 9.0 Live, que alcanzó el número 17 en el Billboard 200. Incluía grabaciones hechas en Phoenix, Las Vegas, Osaka, Singapur y Tokio. En 2006, la banda ganó su primer y único Grammy, para "Mejor presentación de Metal" con "Before I Forget". Al final de ese año, Slipknot publicó su tercer DVD, titulado Voliminal: Inside the Nine.
Varios miembros de la banda colaboraron en el CD "Roadrunner United: The All-Star Sessions" que se lanzó en octubre de 2005. Para este trabajo, Jordison tomó el papel de "capitán de equipo". Root, Taylor y Gray, también ayudaron en el álbum. Durante el 2006, Corey Taylor y James Root, regresaron nuevamente a Stone Sour, para lanzar su disco Come What (ever) May. Joey Jordison tocó en algunas como Ministry (2006) y Korn (2007). También produjo el disco Fire Up the Blades de la banda 3 Inches of Blood, que fue lanzado a principios de 2007. Durante 2007, Shawn Crahan mostró su nuevo proyecto personal, llamado Dirty Little Rabbits. Corey Taylor dijo en una entrevista para VH1 que se tomarían un descanso hasta 2008, para retomar sus proyectos personales.

### All Hope Is Gone(2007-2009)
Slipknot lanzó a la venta su cuarto álbum de estudio, titulado All Hope Is Gone, el 20 de agosto de 2008. Es el primer disco de Slipknot que ha alcanzado el número 1 en Billboard 200. Se vendieron 825 000 copias del disco en Estados Unidos y fue galardonado con el disco de oro, el single Dead Memories y alcanzó el número 1 en los 100 Mainstream Rock Tracks. La preparación para el álbum comenzó en octubre de 2007, aunque la grabación fue aplazada hasta febrero de 2008. Para este disco, los miembros de la banda hicieron saber que sería el álbum más heavy de su carrera hasta la fecha, expandiendo los riffs de thrash metal, introducidos en Vol. 3. Sin embargo, también quisieron que fuera su álbum más experimental e incluyeron más guitarras y voces melódicas, además de añadir hi-hats y platillos a las percusiones. Fue el primer trabajo de la banda con Dave Fortman como productor. Con el lanzamiento del nuevo álbum, la banda adoptó nuevas máscaras y uniformes, que sintonizaban con el estilo del álbum. Slipknot encabezó el primer Mayhem Festival, que tuvo lugar en julio y agosto de 2008. La banda fue contratada para tocar en Reading and Leeds Festivals en agosto de 2008, pero se vio obligada a cancelar su actuación debido a que Sid Wilson se rompió el tobillo.

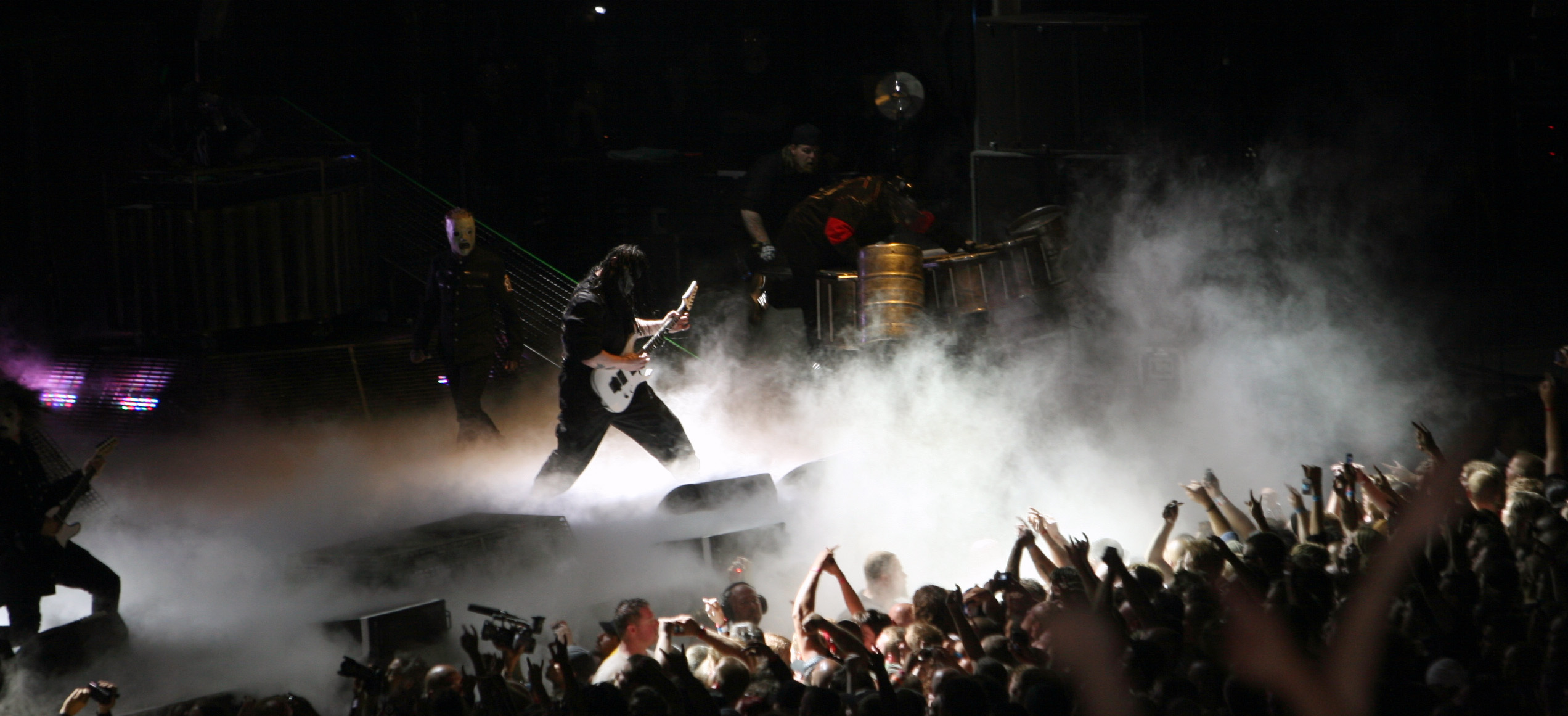
Slipknot en el Mayhem Festival de 2008.

Slipknot realizó un tour por Australia, Japón, Europa y Reino Unido en los últimos meses de 2008, con las bandas Machine Head y Children of Bodom como teloneros. También se vieron obligados a cancelar su concierto en Israel, debido a que dos de los miembros tenían problemas familiares.
En el Download Festival de 2009, que se celebró del 12 al 14 de junio en Donington Park en Leicestershire (Inglaterra), Slipknot tocó el sábado en el escenario principal. Finalizaron el All Hope Is Gone World Tour, que se prolongó durante un año, pasando por gran cantidad de países. Ya terminada la gira, anunciaron las fechas de conciertos posteriores en CEZ Arena de Ostrava (República Checa), Rockwave Festival (Atenas, Grecia), Eurockeennes Festival (Belfort, Francia), entre otros lugares.

### Hiato y muerte de Paul Gray (2009-2013)
En agosto de 2009, Slipknot ganó dos premios Kerrang!, mejor banda en directo y mejor banda internacional.[cita requerida] Fue confirmado por Corey que la banda se tomaría otro breve descanso después de All Hope Is Gone World Tour, para que pueda volver a grabar con Stone Sour y también para trabajar en su álbum en solitario. El 17 de septiembre Clown reveló que estaba escribiendo un libro titulado The Apocalyptic Nightmare Journey, donde relata su relación con la banda, aunque no hay fecha oficial de puesta en venta. También ha expuesto en su propia galería de arte, donde están a la venta sus cuadros y fotografías.
Slipknot ha confirmado una actuación en la primera celebración anual Trinity of Terrors, que tendrá lugar en el Palms Resort Casino el 31 de octubre (coincidiendo con Halloween).
El 24 de mayo de 2010, el bajista Paul Gray fue encontrado muerto, a causa de una sobredosis accidental de morfina, alrededor de las 10:50 a. m. en una habitación de un hotel de Des Moines, en el estado de Iowa, Estados Unidos.
Durante una entrevista antes del debut de la banda en Sonisphere en los Países Bajos, el percusionista Chris Fehn declaró que el grupo estaba haciendo un nuevo álbum que sería lanzado en 2010. La banda también confirmó una nueva edición conmemorando el décimo aniversario de su homónimo álbum debut, que incluiría todas las pistas de la versión original, así como varias demos, remixes y la canción Purity. También se anunció que saldría a la venta un nuevo DVD, titulado Of the (Sic): Your Nightmares, Our Dreams, que contendría material de 1999-2000.
En una entrevista a Joey Jordison en los Revolver Gods Awards confirmó que saldría un nuevo álbum de Slipknot para el 2012, como ya había dicho en otras entrevistas. Además, Jordison agregó que aunque saldría otro álbum de Slipknot, no habría reemplazo de bajista, pues afirmó que: "Todos en la banda tocan el bajo". Por otra parte, Corey Taylor tuvo una opinión diferente a la de Joey Jordison acerca del futuro de la banda, afirmando en una entrevista por radio que "no tiene sentido continuar con Slipknot sin Paul" y que el futuro de la banda era un tema aún indeciso.

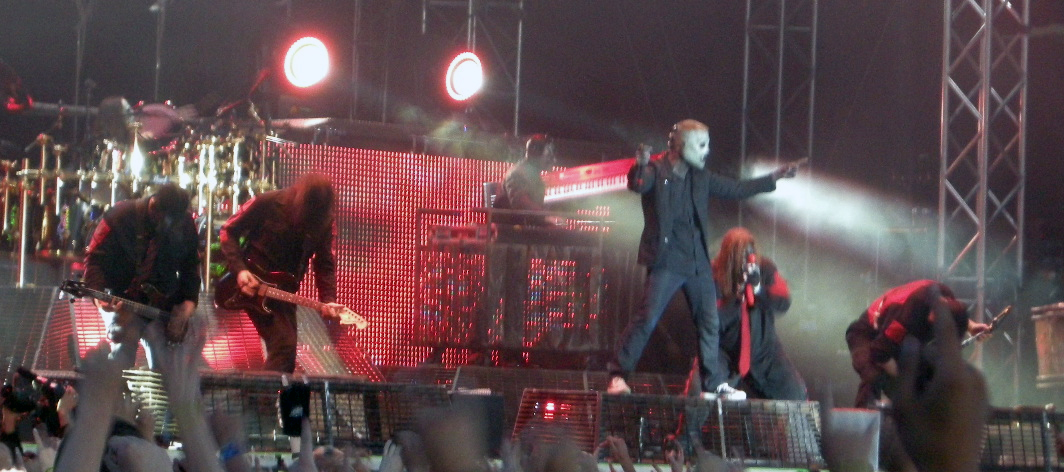
Slipknot en el Festival Metaltown, 2009

Slipknot avisó que publicaría un nuevo DVD llamado (sic)nesses, el cual saldría a la venta el 22 de septiembre de 2010.
Por medio de un comunicado enviado por el baterista del grupo, Joey Jordison, se supo que los músicos estaban trabajando en nuevas canciones, que formarían parte de una nueva producción que comenzaría grabarse en 2011. Agregó que «ya estamos en movimiento. Es un proceso muy emotivo, por supuesto, pero sabemos que será un gran álbum porque todos estamos muy involucrados en esto». Ante la inquietud sobre nombres para reemplazar a Gray, el grupo pensó en usar un bajista en estudio y que en las presentaciones en vivo tocara detrás de un telón. Llegó a ser opcional el ingreso del ex-Megadeth James LoMenzo, y posteriormente, el 10 de marzo de 2011, se publicó en el sitio web oficial de la banda el regreso de Donnie Steele como nuevo bajista en reemplazo del fallecido Paul Gray.
En 2011, la banda empezó nuevamente a realizar conciertos.
En 2012 lanzan su primer álbum de grandes éxitos, llamado Antennas to Hell, incluyendo sus canciones en directos.

### Salida de Jordison y.5: The Gray Chapter(2013-2018)
En 2013, Joey Jordison fue expulsado de Slipknot debido a una enfermedad llamada mielitis transversa, la cual afectaba a sus piernas y le dificultaba tocar. Lo dio a conocer en junio de 2016. Por medio de sus redes sociales, en enero de 2014, Jordison aclaró: "Me gustaría comenzar el Año Nuevo abordando los recientes rumores y especulaciones sobre mi salida de Slipknot. Quiero dejar muy claro que no he salido de Slipknot. Esta banda ha sido mi vida durante los últimos 18 años, y nunca la abandonaría, o a mis fans. Esta noticia me ha sorprendido y me ha confundido tanto como a todos ustedes. Aunque hay mucho que me gustaría decir, debo permanecer en silencio en este momento. Me gustaría darles las gracias a todos por su inquebrantable amor y apoyo, y desearles a todos un muy feliz y saludable Año Nuevo".
En agosto de 2014 finalmente anunciaron el lanzamiento de su nuevo material, .5: The Gray Chapter, el cual incluye catorce nuevos temas y dos bonus tracks, además de ser un claro homenaje al fallecido bajista Paul Gray. Para la producción y el lanzamiento de este nuevo álbum, la banda suma a dos nuevos integrantes, el baterista Jay Weinberg y el bajista Alessandro Venturella, en reemplazo de Joey y Gray, respectivamente. .5: The Gray Chapter fue lanzado el 21 de octubre de 2014.[cita requerida]
En junio de 2017 lanzaron un documental llamado Slipknot: Day of the Gusano, donde daban un resumen de su gira, por primera vez en México, con el KnotFest.

### Salida de Fehn,We Are Not Your Kind(2018-2020)
El 31 de octubre de 2018, coincidiendo con Halloween, lanzaron un adelanto de lo que sería su próximo trabajo, el cual estaba planeado, según palabras de Corey Taylor, para 2019. El nuevo sencillo se tituló "All Out Life".
En marzo de 2019, Chris Fehn demandó a Slipknot por irregularidades en su pago. El 18 de marzo de 2019, Slipknot dio a conocer, mediante un comunicado en su sitio web, que Chris Fehn fue expulsado de la banda.
El 16 de mayo de 2019 dieron a conocer su nuevo sencillo, «Unsainted», del álbum We Are Not Your Kind, junto a sus nuevas máscaras y un integrante nuevo cuyo nombre no había sido revelado (y que fue bautizado como «Tortilla Man» por los fanes). Algunos sitios, como Loudwire, reportaron que algunos fanáticos vincularon su identidad con Michael Pfaff, un exmiembro del proyecto paralelo de Crahan, Dirty Little Rabbits. Casi después de dos años, en marzo de 2022, la banda confirmó oficialmente a Pfaff.
Slipknot anunciaron el lanzamiento de un álbum experimental titulado Look Outside Your Window durante el ciclo de gira We Are Not Your Kind. Se esperaba que el álbum, grabado durante las sesiones de All Hope Is Gone, de 2008, tuviera 11 pistas, y Taylor aseguró que el disco tiene un "ambiente de Radiohead".

### Muerte de Jordison,The End, So Far, separación de Roadrunner Records, salida de Jones y Weinberg, ingresos de Eloy Casagrande y Jeff Karnowski (2021-presente)
El 19 de mayo de 2021, Shawn Crahan reveló que la banda había estado haciendo actualmente "música de Dios". En un artículo publicado por Loudwire el 9 de junio de 2021, Shawn Crahan reveló que "con suerte" se lanzaría un nuevo álbum de Slipknot en 2021. También agregó que la banda se separaría de Roadrunner Records luego del lanzamiento del álbum.
El 26 de julio de 2021, el ex-baterista de la banda, Joey Jordison, murió mientras dormía a la edad de 46 años.
En noviembre de 2021, la banda comenzó a mostrar material nuevo en un nuevo dominio thechapeltownrag.com. Se mostraron varios fragmentos de una canción en el sitio web, lo que llevó a la especulación de un nuevo sencillo que la banda confirmaría más tarde el 4 de noviembre, con el sencillo titulado "The Chapeltown Rag" programado para su lanzamiento al día siguiente junto con su debut en vivo en el Knotfest Roadshow. en Los Ángeles, California, el 5 de noviembre de 2021. En diciembre de 2021, Taylor reveló que la banda planeaba mezclar su séptimo álbum de estudio en enero y esperaba lanzarlo en abril de 2022. También declaró que prefería el material en su próximo séptimo álbum de estudio de We Are Not Your Kind.
El 19 de julio de 2022, la banda anunció su séptimo álbum, titulado The End, So Far, junto con el segundo sencillo del álbum, "The Dying Song (Time to Sing)". El álbum fue lanzado el 30 de septiembre de 2022. Contiene 12 canciones, y llama la atención por ser muy experimental.
En abril de 2023, Slipknot se separó de su sello discográfico Roadrunner Records después de más de dos décadas con la banda.
El 7 de junio de 2023, la banda anunció que se había separado de Craig Jones, quien había sido miembro desde 1996; las publicaciones en redes sociales sobre la partida de Jones fueron eliminadas luego de una hora. El mismo día, la banda tocó en un show en el Nova Rock Festival en Austria, con alguien que parecía ser un nuevo miembro reemplazando a Jones. Se ha especulado sobre quién sería el nuevo miembro, siendo los principales contendientes Zac Baird, Nathan Church o el propio Jones con una nueva máscara. El 5 de noviembre, la banda anunció que Jay Weinberg se había separado de Slipknot; Al igual que con Jones, las publicaciones en redes sociales sobre su partida fueron posteriormente eliminadas.
El 25 de abril de 2024 hacen su debut como nuevo baterista Eloy Casagrande y en el sampler, teclado y sintetizador Jeff Karnowski, en un pequeño show en el restaurante Pappy & Harriet's en Pioneertown, California 

## Estilo e influencias
Las mayores influencias de Slipknot fueron Mike Patton y sus 3 bandas Faith No More, Fantomas y Mr Bungle. Otra gran influencia tanto musical como en su imagen ha sido la banda Kiss. Discos que los influenciaron mucho fueron el homónimo de Korn y Three Dollar Bill, Y'all$ de Limp Bizkit.
Otras influencias que mencionan incluyen Jimi Hendrix, Rush, The Who, Queen, AC/DC, Van Halen, Led Zeppelin, Black Sabbath, Iron Maiden, Metal Church, Flotsam & Jetsam, Judas Priest, Guns N' Roses, Nirvana, Pantera, Metallica, Megadeth, Anthrax, Exodus, Overkill, Testament, Slayer, Sepultura, Cannibal Corpse, Korn, Obituary, Morbid Angel, Deicide, Carcass, Malevolent Creation, Gorefest, Mayhem, Emperor, Dimmu Borgir, Neurosis, Acid Bath, The Melvins, Alice In Chains, Nine Inch Nails, White Zombie, Misfits, Black Flag, Dead Kennedys, Fishbone, N.W.A, RUN-DMC y Beastie Boys.
El estilo de la banda se ha clasificado como nu metal, rap metal, metal alternativo y groove metal con elementos de thrash y death metal.
Slipknot utiliza dos tipos de guitarras (principal y rítmica), un bajo, dos percusionistas, además de la batería y samplers y turntables. El sonido de la banda ha sido descrito como "una máquina trilladora devorando un grupo de tambores militares".
En sus primeros trabajos, las voces varían mucho, desde rapeos ocasionales hasta llegar a la voz gutural. En sus más recientes trabajos incluyen más voces melódicas y han dejado los rapeos. Las letras siempre tienen un tono muy agresivo, que se caracterizan por tratar sobre la oscuridad, el nihilismo, la ira, el odio, el amor, la misantropía y la psicosis. Rick Anderson, de Allmusic, dijo sobre las letras de Slipknot: "No son para ser citadas en un sitio web familiar".
La banda ha sido de gran influencia a muchas bandas de metal moderno e incluso de hip hop como Knocked Loose, Rise of the Northstar, Code Orange, Vein, Slaughter To Prevail, Infant Annihilator, Suicide Silence, Whitechapel, Carnifex, Impending Doom, Bring Me The Horizon, Deafheaven, Loathe, Architects, Beartooth, Of Mice & Men, Blooth Youth, Cane Hill, Motionless In White, Crown The Empire, Capture, Asking Alexandria, Bad Omens, Sleep Token, Muse, entre muchas otras.

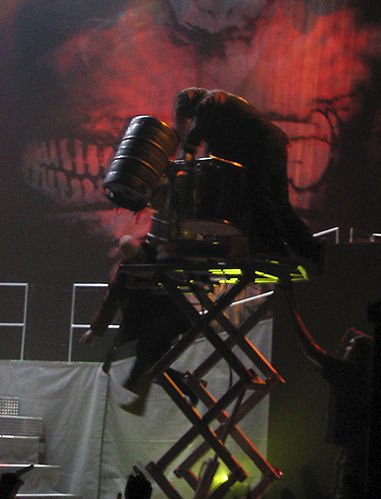
Shawn Crahan y Sid Wilson durante un concierto en 2005.

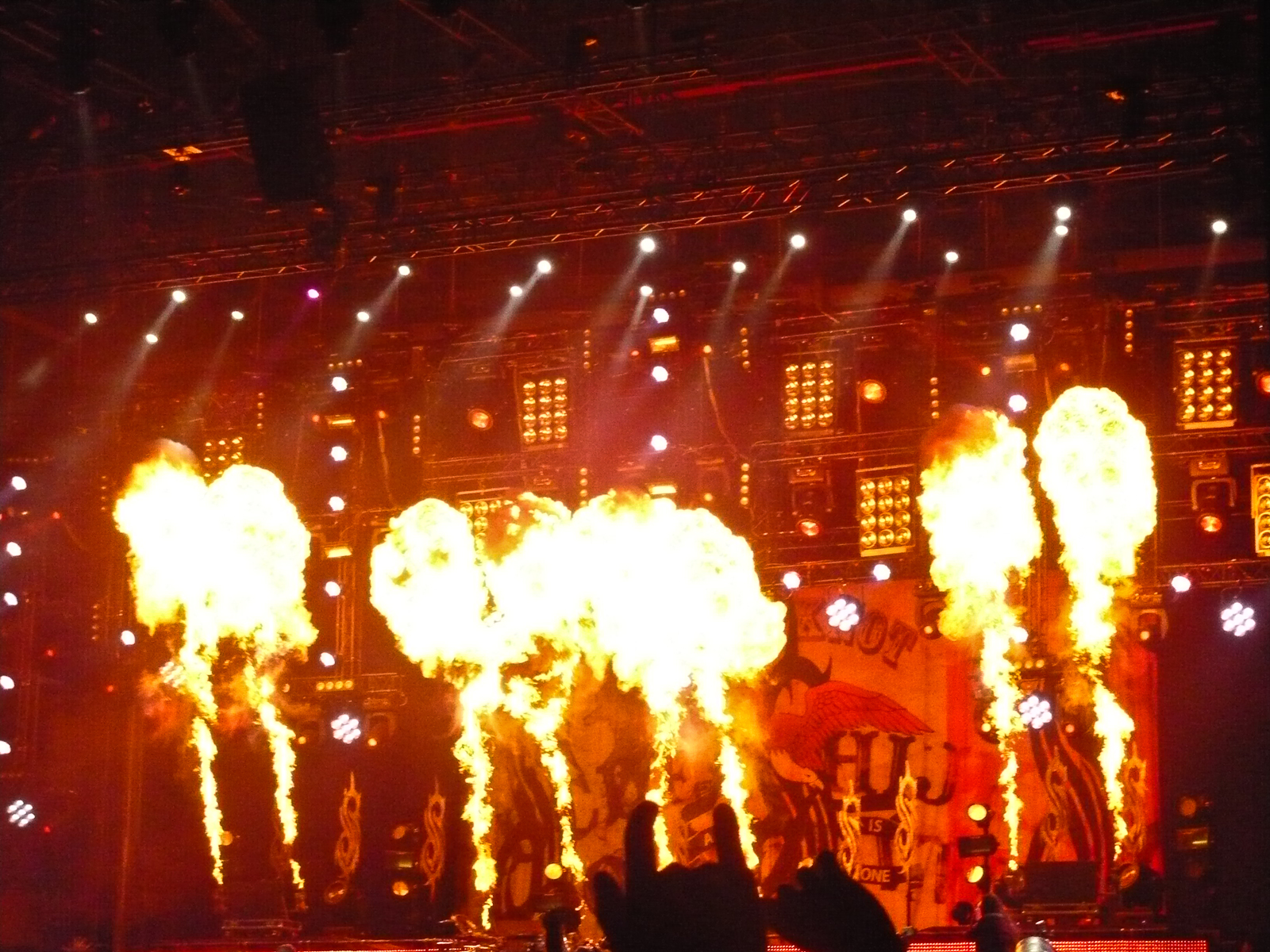
Concierto de Rock am Ring 2009.

## Miembros

### Formación actual
- (#0) Sid Wilson: turntablism, teclado, sintetizador (1998-presente)
- (#4) Jim Root: guitarra rítmica (1999-presente), guitarra líder (2004-presente)
- (#6) Shawn Crahan: percusiones, coros (1995-presente)
- (#7) Mick Thomson: guitarra líder (1996-presente), guitarra rítmica (2004-presente)
- (#8) Corey Taylor: vocalista (1997-presente)

### Miembros adicionales
- Alessandro Venturella*: bajo (2014-presente),[141]
- Michael Pfaff,** (conocido como «Tortilla Man»):[90] percusiones, coros (2019-presente)[88]
- Eloy Casagrande*: batería (2024-presente)
- Jeff Karnowski*: sampler, teclado, sintetizador (2024-presente)

* No es miembro oficial.
** La banda había declarado que no tenía intención de revelar su identidad, pero lo confirmaron casi dos años después.

### Miembros anteriores
- Donnie Steele: guitarra líder (1995-1996), bajo (2011-2014)
- Anders Colsefni: vocalista, percusión (1995-1997)
- (#4) Josh Brainard: guitarra rítmica, coros (1995-1999)
- (#2) Paul Gray: bajo, coros (1995-2010, fallecido en 2010)
- (#1) Joey Jordison: batería, percusiones (1995-2013, fallecido en 2021)
- (#5) Craig Jones: guitarra líder (1996), sampler, teclado, sintetizador (1996-2023)
- (#3) Greg Welts: percusiones, coros (1997-1998)
- (#3) Brandon Darner: percusiones, coros (1998)
- (#3) Chris Fehn: percusiones, coros (1998-2019)[145]
- Jay Weinberg*: batería (2014-2023)[141]

* No era miembro oficial.

## Discografía
Álbumes de estudio
- 1999: Slipknot
- 2001: Iowa
- 2004: Vol. 3: (The Subliminal Verses)
- 2008: All Hope Is Gone
- 2014: .5: The Gray Chapter
- 2019: We Are Not Your Kind
- 2022: The End, So Far

## Filmografía (DVD)
- 1999: Welcome to Our Neighborhood
- 2002: Disasterpieces
- 2006: Voliminal: Inside the Nine
- 2010: (sic)nesses
- 2017: Day of the Gusano

## Premios y reconocimientos

### Certificaciones de la RIAA
Estas estadísticas están hechas a partir de los datos en línea de la RIAA.
| Álbumes - Slipknot (doble platino, junio de 1999) - Iowa (platino, octubre de 2002) - Vol. 3: (The Subliminal Verses) (platino, febrero de 2005) - 9.0 Live (oro, diciembre de 2005) - All Hope Is Gone (oro, 26 de agosto de 2008) - .5 The Gray Chapter (oro, 2014) |  | Demos - Mate.Feed.Kill.Repeat (octubre de 1996) - Crowz (1997) (álbum no-oficial) - Slipknot Demo (1998) |  | Videos y DVD - Welcome To Our Neighborhood (platino, febrero de 2000) - Disasterpieces (4x platino, noviembre de 2005) - Voliminal: Inside the Nine (platino, febrero de 2007) - (sic)nessess (septiembre de 2010) |

### Videoclips
| Nombre                       | Álbum                           | Año de lanzamiento |
| Spit It Out                  | Slipknot                        | 1999               |
| Wait and Bleed               | Slipknot                        | 2000               |
| Wait and Bleed (animado)     | Slipknot                        | 2000               |
| Left Behind                  | Iowa                            | 2001               |
| My Plague                    | Iowa                            | 2002               |
| People = Shit (en vivo)      | Iowa                            | 2002               |
| The Heretic Anthem (en vivo) | Iowa                            | 2002               |
| Scissors                     | Slipknot                        | 2003               |
| Duality                      | Vol. 3: (The Subliminal Verses) | 2004               |
| Vermilion                    | Vol. 3: (The Subliminal Verses) | 2004               |
| Vermilion Pt. 2              | Vol. 3: (The Subliminal Verses) | 2004               |
| Before I Forget              | Vol. 3: (The Subliminal Verses) | 2005               |
| The Nameless (en vivo)       | Vol. 3: (The Subliminal Verses) | 2005               |
| The Blister Exists (en vivo) | Vol. 3: (The Subliminal Verses) | 2006               |
| Psychosocial                 | All Hope Is Gone                | 2008               |
| Dead Memories                | All Hope Is Gone                | 2008               |
| Sulfur                       | All Hope Is Gone                | 2009               |
| Psychosocial (en vivo)       | All Hope Is Gone                | 2010               |
| Snuff                        | All Hope Is Gone                | 2009               |
| The Negative One             | .5: The Gray Chapter            | 2014               |
| The Devil In I               | .5: The Gray Chapter            | 2014               |
| Killpop                      | .5: The Gray Chapter            | 2015               |
| XIX                          | .5: The Gray Chapter            | 2015               |
| All Out Life                 | No tiene álbum                  | 2019               |
| Unsainted                    | We Are Not Your Kind            | 2019               |
| Solway Firth                 | We Are Not Your Kind            | 2019               |
| Nero Forte                   | We Are Not Your Kind            | 2019               |
| The Dying Song               | The End, So Far                 | 2022               |
| Yen                          | The End, So Far                 | 2022               |
| Hive Mind                    | The End, So Far                 | 2023               |
| Surfacing                    | Slipknot                        | 2024               |

### Premios Grammy y nominaciones
Slipknot ha sido nominado para ocho premios Grammy y ha ganado en una ocasión.
- "Wait and Bleed" - Best Metal Performance, 2001 (nominado)[147]
- "Left Behind" - Best Metal Performance, 2002 (nominado)[148]
- "My Plague" - Best Metal Performance, 2003 (nominado)[149]
- "Duality" - Best Hard Rock Performance, 2005 (nominado)[150]
- "Vermilion" - Best Metal Performance, 2005 (nominado)[150]
- "Before I Forget"* - Best Metal Performance, 2006 y Gatti Award's 2008 (ganador)[59]
- "Psychosocial"* - Best Metal Performance, 2008 (nominado)
- "The Negative One"* - Best Metal Performance, 2014 (nominado)
- " .5: The Gray Chapter"* - Best Rock Album, 2016 (nominado)

### MTV Video Music Awards
- Psychosocial - Best Rock Video, 2008 (nominado)